# Vox Media
Vox Media, Inc. es una empresa estadounidense de medios digitales con sede en Washington D. C., y la ciudad de Nueva York. La compañía fue fundada en 2005 como SportsBlogs Inc. por Jerome Armstrong, Tyler Bleszinski y Markos Moulitsas, y fue rebautizada como Vox Media en 2011. La compañía opera oficinas adicionales en San Francisco, Chicago, Los Ángeles, Austin y Londres. En junio de 2010, la red presentaba más de 300 sitios con más de 400 escritores pagados. A partir de mayo de 2020, ComScore posiciona a Vox Media como la decimonovena empresa de medios más popular entre los usuarios de Estados Unidos.
Vox Media posee seis marcas editoriales: The Verge, Vox, SB Nation, Eater, Polygon y Curbed, así como, anteriormente, Racked y Recode. Las marcas de Vox Media se basan en Concert, un mercado de publicidad dirigido por editores, y Chorus, su sistema de gestión de contenido patentado. Las líneas de negocio de la compañía incluyen la plataforma de publicación Chorus, Concert, Vox Creative, Vox Entertainment, Vox Media Studios y Vox Media Podcast Network.

## Historia

### Fundación y expansión en los medios deportivos
Vox Media fue fundada en 2005 como SportsBlogs Inc. a empresa matriz de la red de blogs deportivos SB Nation, por el estratega político Jerome Armstrong, el escritor independiente Tyler Bleszinski y el creador de Daily Kos, Markos Moulitsas. El sitio fue un derivado y una expansión del blog Athletics Nation de Bleszinski, enfocado en Oakland Athletics, que buscaba brindar cobertura del equipo desde la perspectiva de un fanático. La popularidad del sitio llevó a la incorporación de otros blogs deportivos.
En 2008, SB Nation contrató al anterior SEO de AOL Jim Bankoff como director ejecutivo para ayudar en su crecimiento. Mostró interés en el objetivo de SB Nation; el de construir una red de sitios web deportivos orientados a nichos. En febrero de 2009, la red SB Nation contenía 185 blogs, y en noviembre de 2010, ComScore estimó que el sitio había atraído a 5,8 millones de visitantes únicos. El aumento del 208 por ciento de visitantes únicos con respecto a noviembre de 2009 convirtió a SB Nation en el sitio web de deportes de más rápido crecimiento que la empresa registró en ese momento.

### Crecimiento y expansión continuos en otras áreas de contenido

Antiguo logo de Vox Media, hasta noviembre de 2019

En 2011, Bankoff contrató a una serie de antiguos redactores del blog de tecnología de AOL Engadget, incluido el antiguo redactor jefe Joshua Topolsky, para crear una nueva web orientada a la tecnología que estuviera en la misma red que SB Nation. Estos escritores habían abandonado AOL tras una serie de conflictos entre Topolsky y Michael Arrington, autor de TechCrunch (que AOL había adquirido recientemente), y la filtración de un documento de formación interna que esbozaba una estrategia de contenidos para los blogs de AOL que priorizaba la rentabilidad. Bankoff consideró que un sitio web orientado a la tecnología complementaría a SB Nation debido a su demografía superpuesta. En noviembre, el renombrado Vox Media lanzó oficialmente The Verge, con Topolsky como editor en jefe.
En 2012, Vox Media lanzó un sitio web de videojuegos, Polygon, dirigido por el exeditor de Joystiq, Christopher Grant. En noviembre de 2013, Vox Media adquirió Carbed Network, que consistía en la red de blogs inmobiliarios Curbed, el sitio web de comida Eater y la bitácora de moda Racked.
En abril de 2014, la compañía lanzó un portal de noticias, Vox. Dirigido por el excolumnista del Washington Post, Ezra Klein, Melissa Bell y Matthew Yglesias, Vox se posicionó como un servicio de noticias de interés general con un enfoque en proporcionar contexto adicional a temas recurrentes dentro de sus artículos.
En mayo de 2015, Vox Media adquirió Recode, una entrada web de noticias de la industria de tecnología que fue fundada por Walt Mossberg y Kara Swisher, los antiguos redactores de The Wall Street Journal's todo lo digital. En febrero de 2017, Vox Media contrató a Trei Brundrett como su director de operaciones.
En mayo de 2017, Vox Media anunció que había llegado a un acuerdo para proporcionar tecnología y ventas de publicidad a la web de deportes de Bill Simmons, The Ringer, como parte de un acuerdo de reparto de ingresos.
En febrero de 2018, se informó que Vox Media despediría a unos 50 empleados, particularmente en lo que respecta a la producción de videos. El SEO, Jim Bankoff declaró anteriormente que la compañía planeaba salir del video nativo para Facebook debido a una "monetización y promoción poco confiables". La nota en la que se anunciaban los despidos argumentaba que, a pesar de su éxito, el vídeo nativo "no será un motor viable de crecimiento de la audiencia o de los ingresos para nosotros en relación con otras inversiones que estamos haciendo", y que la empresa quería centrarse más en el podcasting y en Vox Entertainment. Los despidos representaron alrededor del 5% de la fuerza laboral de Vox.
En abril de 2019, Vox Media adquirió la revista Epic, que se convertiría en parte de una nueva división llamada Vox Media Studios, que también había absorbido Vox Entertainment y Vox Media Podcast Network.
En septiembre de 2019, Vox Media acordó adquirir y fusionarse con New York Media, la empresa matriz de la revista New York.
En respuesta al Proyecto de Ley 5 de la Asamblea de California, que se aprobó en septiembre de 2019 y tenía como objetivo mejorar las condiciones de trabajo para los trabajadores contratados, Vox Media anunció en diciembre de 2019 que rescindiría más de 200 contratos de escritores independientes con sede en California para SB Nation, y reemplace a estos escritores con 20 escritores en plantilla a tiempo completo.
El 17 de abril de 2020, Vox Media anunció que suspendería al nueve por ciento de su fuerza laboral del 1 de mayo al 31 de julio de 2020 debido a la pandemia de COVID-19.

## Asuntos corporativos

### Financiación
En diciembre de 2014, Vox Media recaudó una ronda de 46,5 millones de dólares liderada por la firma de capital de crecimiento General Atlantic, estimando el valor de la compañía de medios en unos 380 millones de dólares. Entre los participantes en las rondas anteriores de Vox Media se encuentran Accel Partners, Comcast Ventures y Khosla Ventures. Otros financiadores son Allen & Company, Providence Equity Partners, y varios inversores ángeles, incluyendo Ted Leonsis, Dan Rosensweig, Jeff Weiner, y Brent Jones. Según las fuentes, la Serie C en mayo de 2012, valoró a Vox Media en 140 millones de dólares. La Serie D valoró a la compañía al norte de 200 millones de dólares, recaudando 40 millones adicionales.
En agosto de 2015, NBCUniversal hizo una inversión de capital de 200 millones de dólares en Vox Media, valorando la compañía en más de 1.000 millones de dólares. Comcast, que posee la NBC, además ya poseía el 14% de Vox a través de otras subsidiarias.

### Unión
En enero de 2018, Vox Media acordó reconocer un sindicato, el Sindicato de Vox Media, que había sido formado por su personal editorial con la ayuda del Writers Guild of America, East. El 6 de junio de 2019, más de 300 empleados bajo el Sindicato de Vox Media realizaron una huelga por los acuerdos laborales fallidos entre el sindicato y Vox Media, lo que llevó a la mayoría de los sitios web de Vox Media a no funcionar.
La Unión de Medios de Comunicación de Vox negoció con la dirección durante los amplios permisos causados por la pandemia COVID-19 en la primavera de 2020. El sindicato "obtuvo una garantía de no despidos, no permisos adicionales y no recortes salariales adicionales hasta el 31 de julio, junto con una mayor indemnización por cualquier despido que ocurra en agosto-diciembre".

### Litigios
En septiembre de 2017, Vox Media fue demandada por Cheryl Bradley, ex gerente del sitio Mile High Hockey de SB Nation, que cubría al equipo de Colorado Avalanche La demanda alegaba que Bradley, a pesar de ser un empleado de la empresa que trabajaba de treinta a cuarenta horas (y a veces hasta cincuenta) a la semana, solamente recibía un estipendio de 125 dólares al mes, por lo que Vox Media no había alcanzado las protecciones salariales y horarias obligatorias. Posteriormente, los ex directores del sitio, John Wakefield y Maija Varda, se sumaron a la demanda como denunciantes, y Vox Media intentó sin éxito que se desestimara el caso. El Tribunal de Distrito de los Estados Unidos para el Distrito de Columbia concedió a la demanda el estatus de acción de clase en marzo de 2019.
Una segunda demanda laboral fue presentada como una querella colectiva en California en septiembre de 2018, citando la Ley de Estándares Laborales Justos. Debido a que esta demanda podría haber cubierto a 258 demandantes y daños de hasta 6,3 millones de dólares, Vox Media hizo que la demanda se trasladara a la corte federal de los Estados Unidos bajo la Ley de Equidad de Demandas
En varios casos, los litigantes representados por el abogado Richard Liebowitz demandaron a Vox Media por la infracción de derechos de autor.

## Propiedades
Vox Media se compone de seis grandes marcas de medios de comunicación: The Verge (tecnología, cultura y ciencia), Vox (noticias de interés general), SB Nation (deportes), Polygon (juegos), Eater (comida y vida nocturna) y Curbed (bienes raíces y hogar). También es propietaria de las publicaciones en línea: Select All, The Strategist, New York Magazine (y sus sitios web afiliados), Daily Intelligencer (noticias actualizadas), The Cut (moda y belleza), Grub Street (comida y restaurantes), y Vulture (cultura pop). Vox Media igualmente era propietaria y operaba las publicaciones de Internet en: Racked (comercio y compras) y Recode (noticias de tecnología).

### SB Nation
SB Nation (originalmente conocida como Sports Blog Nation) es una red de blogs deportivos, fundada por Tyler Bleszinski y Markos Moulitsas en 2005. El blog a partir del cual se formó la red fue iniciado por Bleszinski como Athletics Nation en 2003, y se centró únicamente en el Oakland Athletics. Desde entonces se ha expandido para cubrir franquicias deportivas a escala nacional, incluyendo todos los equipos de las Grandes Ligas de Béisbol, la Asociación Nacional de Baloncesto, la Liga Nacional de Fútbol y la Liga Nacional de Hockey, así como los equipos universitarios y de fútbol, que suman más de 300 sitios comunitarios. En 2011, la red se expandió a contenidos tecnológicos con The Verge, lo que llevó a que la empresa matriz Sports Blogs Inc. fuera rebautizada como Vox Media. El director ejecutivo de Vox Media, Jim Bankoff, se ha desempeñado como CEO de SB Nation desde 2009. La red se expandió a la programación de radio a mediados de 2016 con SB Nation Radio, en asociación con Gow Media.

### The Verge
The Verge es un sitio de noticias de tecnología, que se lanzó el 1 de noviembre de 2011; originalmente fue atendido por ex empleados de Engadget, incluyendo al ex editor Joshua Topolsky y al editor jefe del nuevo sitio Nilay Patel. Mientras Topolsky y su equipo desarrollaban el nuevo sitio, se creó un sitio "provisional" llamado This Is My Next para poder seguir escribiendo artículos y produciendo podcasts. Topolsky describió el sitio como una "versión evolucionada de lo que [habíamos] estado haciendo [en AOL]".
En febrero de 2014, The Verge tuvo 7,9 millones de visitantes únicos según ComScore.

### Vox
Vox fue lanzado en abril de 2014; es un sitio web de noticias que emplea el periodismo explicativo. La editora jefe del sitio es Lauren Williams.
Vox Media adquirió el sitio web de noticias de la industria tecnológica Recode en mayo de 2015. Recode organiza cada año la Code Conference, en la que los editores del sitio entrevistan a figuras destacadas de la industria tecnológica. Recode se integró en Vox en mayo de 2019 bajo el nombre de Recode by Vox.

### Polygon
El sitio web de videojuegos Polygon se lanzó en 2012 como la tercera propiedad de Vox Media, y publica noticias, cultura, reseñas y videos.  El personal fundador del sitio incluía a los redactores jefe de los sitios web Joystiq, Kotaku y The Escapist. El personal publicó en The Verge como "Vox Games" a partir de febrero de 2012, y se lanzó como Polygon en octubre. La red presenta un periodismo de larga duración que se centra en las personas que crean y practican los juegos y no sólo en los juegos, y utiliza un modelo de "patrocinio directo de contenidos" de la publicidad en línea. Christopher Grant es el actual editor.

### Eater
Eater es una red de sitios de comida y cocina que ofrece reseñas y noticias sobre la industria gastronómica. La red fue fundada por Lockhart Steele y Ben Leventhal en 2005, y en un principio se centró en la comida y la vida nocturna en la ciudad de Nueva York. Eater lanzó un sitio nacionalmente en 2009, y cubrió casi 20 ciudades para 2012. Vox Media adquirió Eater, junto con otros dos que forman la Red Curbed, a finales de 2013. En 2017, Eater tenía 25 sitios locales en los Estados Unidos y Canadá, y lanzó su primer sitio internacional en Londres. El sitio ha sido reconocido cuatro veces por los Premios de la Fundación James Beard. Eater está dirigido por la redactora jefe Amanda Kludt.

### New York Magazine
New York es una revista quincenal americana que se ocupa de la vida, la cultura, la política y el estilo en general, con un énfasis particular en la ciudad de Nueva York. El 24 de septiembre de 2019, se anunció que la empresa matriz de la revista, New York Media, fue adquirida por Vox Media.

#### Webs
Originalmente solamente un compañero de la revista, New York fue relanzado durante un año en 2006 para convertirse en un destino de noticias y servicios de última hora. El sitio web incluye varios sitios de destino de marca:
- Intelligencer: noticias de actualidad
- The cut: temas de mujeres
- Grub Street: comida y restaurantes,
- Curbed: cultura pop,

Curbed es un sitio web inmobiliario y de viviendas que se extiende más allá de la ciudad de Nueva York para publicarse en 32 mercados de los Estados Unidos. Fue fundado en 2004 como un proyecto paralelo por Lockhart Steele, editor gerente de Gawker Media. Vox Media adquiriría más tarde la empresa matriz de Curbed, Curbed Network, en noviembre de 2013 por 20-30 millones de dólares en efectivo y acciones, acumulando también las marcas hermanas Eater y Ranked. En mayo de 2020, Vox Media anunció que fusionaba Curbed con el sitio web de la revista neoyorquina como un vertical.

### Former
El sitio web de noticias de la industria tecnológica Recode fue adquirido por Vox Media en mayo de 2015. La propiedad fue entonces integrada en la marca homónima de la compañía Vox bajo el nombre de Recode by Vox en mayo de 2019.

### Racked
El sitio web de compras y ventas al por menor que cubría el estilo. Fue adquirido por Vox Media, cuando la compañía adquirió Curbed Network, en noviembre de 2013. En diciembre de 2014, el sitio tuvo 11,2 millones de vistas de página y 8 millones de visitantes únicos. Además del sitio nacional, Racked tenía sitios locales para Los Ángeles, Nueva York, Miami y San Francisco. El editor en jefe era Britt Aboutaleb. Racked fue doblado en Vox en septiembre de 2018.

## Empresas

### Chorus
Concebida en 2008, Chorus se construyó para ser una plataforma de publicación de "próxima generación". Desarrollada específicamente para SB Nation, facilita la creación de contenidos, e implementó comentarios y foros, lo que permitió el crecimiento de la empresa, evolucionando posteriormente para analizar la audiencia y distribuir contenidos a través de diversas plataformas multimedia. En 2014, Ezra Klein y Melissa Bell dejaron The Washington Post para unirse a Vox Media, en parte debido a la plataforma de publicación. Además, los fundadores de Curbed, Eater y The Verge dijeron que Chorus era una razón clave para asociarse con Vox Media. En 2018, Vox Media comenzó a licenciar Chorus como un negocio de software como servicio (SaaS) a otros editores, incluyendo Funny or Die y The Ringer. El Chicago Sun-Times firmó como el primer periódico tradicional en lanzarse en la plataforma en octubre de 2018.

### Concert
En abril de 2016, Vox Media y NBCUniversal lanzaron Concert como una "red publicitaria de primera calidad y favorable a la marca" para llegar a más de 150 millones de personas a través de sus propiedades digitales. New York Media, PopSugar, Quartz y Rolling Stone se unieron al mercado en mayo de 2018. En mayo de 2018, ComScore estimó que la red llega a casi el 90 por ciento de todos los usuarios de Internet. Con los nuevos socios, Concert lanzó C-Suite para llegar a los ejecutivos de marcas como CNBC, Recode, The Verge y Vox.

### Vox Creative
Vox Creative es el negocio de entretenimiento de marca de Vox Media. En octubre de 2017, Vox Creative se expandió para lanzar The Explainer Studio y llevar el formato de explicación a los socios de la marca. En 2016, el anuncio de Vox Creative para "Applebee's Taste Test" ganó el premio Digiday Video Award al mejor anuncio de vídeo.

### Vox Media Studios
En abril de 2019, Vox Media abrió una unidad de operaciones conocida como Vox Media Studios. Está dirigida por el presidente de la compañía Marty Moe y sirve como un paraguas para el Vox Entertainment, Vox Media Podcast, y simultáneamente adquirió unidades de Epic. Vox Media Studios pronto anunció un nuevo show, Retro Tech, presentado por Marques Brownlee en YouTube.

### Vox Entertainment
En marzo de 2015, Vox Media formó una nueva división conocida como Vox Entertainment. La división fue creada para expandir la presencia de la compañía en el desarrollo de la programación de video en línea. Vox Entertainment anunció nuevos programas en 2018, incluyendo American Style en CNN, Explained en Netflix, No Passport Required (presentado por el chef Marcus Samuelsson) en PBS, y otra serie llamada Glad You Asked en YouTube. Vox Entertainment es dirigido por el presidente de Vox Media, Marty Moe. En 2016, el vicepresidente de Vox Entertainment, Chad Mumm, fue nombrado en la lista de Forbes de 30 menores de 30 años y en la lista de Variety de "30 Ejecutivos a Observar".

### Vox Media Podcast Network
La Red de Podcast de Vox Media es el negocio de programación de audio de no ficción de Vox Media y tiene un amplio portafolio de programación de audio a través de los negocios, la tecnología, las noticias y la política, los deportes y los restaurantes. Los programas incluyen: Recode's Recode Decode, presentado por Kara Swisher, y Recode Media con Peter Kafka; The Verge's The Vergecast; Vox's The Weeds, The Ezra Klein Show, Today, Explained, Switched on Pop, y Impeachment, Explained.

### Forte
En diciembre de 2019, Vox Media anunció una plataforma de marketing de primer nivel llamada Forte, con el fin de ofrecer a los vendedores el acceso a las relaciones directas de Vox Media con los consumidores.

## Recepción
En 2016, la revista de negocios Inc. nominó a Vox Media como "Compañía del Año", citando que la compañía generó aproximadamente cien millones de dólares en ingresos en 2015, y que estaba atrayendo 170 millones de usuarios únicos y 800 millones de vistas de contenidos mensuales para 2016. Vox Media fue nombrada una de las compañías de medios de comunicación "más innovadoras" del mundo en 2017 por Fast Company por "doblar la calidad de los contenidos mientras se expande", por la revista Washingtonian.